# Tubuaia raoulensis
Tubuaia raoulensis är en snäckart som först beskrevs av Henry Augustus Pilsbry och Cooke 1915.  Tubuaia raoulensis ingår i släktet Tubuaia och familjen Achatinellidae. Inga underarter finns listade i Catalogue of Life.